# Fang Peak, British Columbia
Fang Peak är en bergstopp i Kanada.   Den ligger i provinsen British Columbia, i den sydvästra delen av landet, 3 700 km väster om huvudstaden Ottawa. Toppen på Fang Peak är 2 302 meter över havet, eller 306 meter över den omgivande terrängen. Bredden vid basen är 1,8 km.
Terrängen runt Fang Peak är kuperad västerut, men österut är den bergig.Trakten runt Fang Peak är nära nog obefolkad, med mindre än två invånare per kvadratkilometer.. Det finns inga samhällen i närheten. 
Trakten runt Fang Peak är permanent täckt av is och snö.